# ثامر الشعيبي
ثامر الشعيبي (6 أبريل 1989 -)، ممثل كويتي. دخل المجال الفني في عام 2000، وهو شقيق الفنانة هيا الشعيبي ابنة خاله هي مي البلوشي وهند البلوشي ومرام البلوشي

## أعماله

### من المسلسلات
- أبناء الغد.
- إلى جدي مع التحية.
- فريج صويلح.
- تاكسي تحت الطلب.
- غشمشم 4-5.
- موزه ولوزه.
- حريم عنزروت.
- صوتك وصل2.
- حريم عنزروت 1-2.
- البيت السعيد.
- جلثم وميثة.

### في المسرح
- كول يا شباب.
- ينانوة الفريج.
- السيرك.

وقدم برنامج صادوه الأجزاء الثلاثة الأخيرة .

## روابط خارجية
- ثامر الشعيبي على موقع قاعدة بيانات الأفلام العربية